# Tanystylum haswelli
Tanystylum haswelli is een zeespin uit de familie Ammotheidae. De soort behoort tot het geslacht Tanystylum. Tanystylum haswelli werd in 1990 voor het eerst wetenschappelijk beschreven door Child. 